# Diplostix bousqueti
Diplostix bousqueti är en skalbaggsart som beskrevs av Vienna 2007. Diplostix bousqueti ingår i släktet Diplostix och familjen stumpbaggar. Inga underarter finns listade i Catalogue of Life.